# COLDRIVE
COLDRIVE（コルドライブ） は、HUMANDRIVEとThe cold tommyのメンバーで構成される日本の6ピースロックバンド。メンバーの榊原ありさが休養中の為、現在は6名で活動中。2022年結成。

## メンバー

### HUMANDRIVE
- ノダ（Vo.）
- ツバサ（Gt.）
- ヒフミ（Ba.）
- クドノ（Drs. / Synth.）

### The cold tommy
- 研井文陽（Vo. / Gt.）
- 榊原ありさ（Ba.）
- 松原一樹（Drs. / Synth.）

## 略歴
2021年
- 11月3日 HUMANDRIVE主催イベント「NODASTOCK」@下北沢Shangri-Laにて、COLDRIVE結成と2022年始動を発表。

2022年
- 3月31日 COLDRIVE デビューEP「Hallelujah!!!」を配信開始。
- 4月14日 COLDRIVE初主催であり初ライヴ「WAO!WAO!WAO!〜be born COLDRIVE」を渋谷CLUB QUATTROにて開催。
- 同日、デビューEP「Hallelujah!!!」のライブ会場限定盤を販売開始（現在は通信販売でも入手可能）。
- 10月12日 配信限定シングルEP「Red-Eye Flight」リリース。
- 10月「Red-Eye Flight」がフジテレビ系音楽情報番組「Tune」エンディングテーマ曲に起用。
- 10月26日 インターネットラジオステーション音泉のプログラム「笠間淳・梶原岳人のふらっと紀行！ ～…え？スタジオからは出られないんですか？～」に研井・ノダがゲスト出演。
- 11月 フジテレビ系音楽情報番組「Tune」に出演。（地上波で初めてのパフォーマンスとなる）
- 11月6日 専修大学学園祭ライブ「鳳祭」にライブゲストとして出演。
- 11月20日発行のフリーペーパー「music UPs」に研井・ノダのインタビュー[2]が掲載。
- 11月26日、27日、12月1日 初の東名阪ツアー「WAO!WAO!WAO!〜PARADE OF COLDRIVE〜」を開催。

2023年
- 1月20日 USEN発表の「リスナーズチョイス」にて、デビューEP「Hallelujah!!!」収録の楽曲「OUR」が２週連続第2位に選出。
- 2月1日付の「USEN HIT SNSランキング」で「OUR」が２週連続第6位に選出。
- 2月22日 配信限定シングル「Far away」リリース。（３ヶ月連続リリース第一弾）
- 2月24日 「Far away」が日本テレビ系バズリズム02のPOWER PLAY[3]に選ばれ、同番組コーナー「あの人ランキング」にてMusic Video３週連続オンエア。
- 3月 「Far away」がテレビ岩手「ねだらX」の3月度オープニングテーマとしてオンエア。
- 4月 「Coming flow」が札幌テレビ「どさんこWEEKEND」の4月度エンディングテーマとしてオンエア。
- 4月 デビューアルバム「Hallelujah!!!」に収録された「HIGHWAY」がTBSテレビの開運音楽堂のコーナー「NEO8」（MC:木山裕策）のオープニングテーマとしてオンエア開始。
- 4月14日 USEN発表の「リスナーズチョイス」にて「Coming flow」が第1位に選出。
- 同日付の「USEN HIT SNSランキング」にて「Coming flow」が第4位に選出。
- 4月19日 COLDRIVE初の単独ライヴ「THE FIRST ONEMAN」を渋谷Club ASIAにて開催。

## ディスコグラフィ

### EP
- 「Hallelujah!!!」（2022年3月31日 配信限定リリース〈6曲収録〉）※デビューEP

### CD
- 「Hallelujah!!!」（2022年4月14日リリース〈ボーナストラック2曲を含む8曲収録〉※ライブ会場 / 通信販売限定

## 主なライブ

### 2022年
- 2022年04月14日 COLDRIVE presents「WAO! WAO! WAO! be born COLDRIVE」

### 2023年
- 2023年02月5日 COLDRIVE presents「WAO! WAO! WAO! Road to Asia」
- 2023年04月19日 COLDRIVE「THE FIRST ONEMAN」